# Зарубежные отделы в Гербарии Московского университета
В зарубежных отделах Гербария Московского университета представлены растения со всего земного шара, однако объём коллекций невелик (около 100 тыс. листов).

## Отдел Западной и Центральной Европы[1]

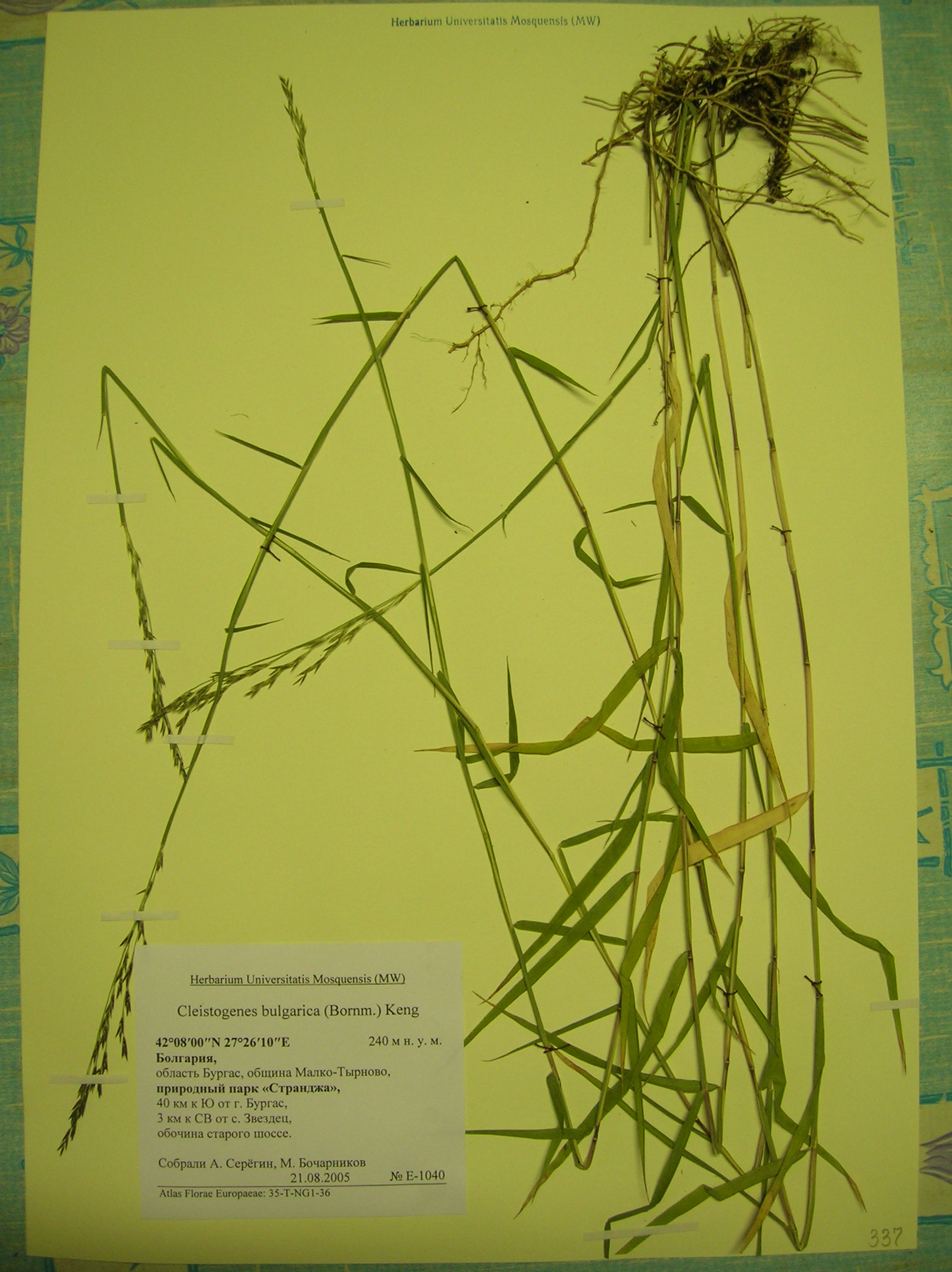
Образец змеёвки болгарской из Гербария Московского университета

В данном отделе представлены коллекции растений, собранные в зарубежной Европе (по отношению к границам бывшего СССР). На начало 2006 г. отдел Западной и Центральной Европы занимает четыре шкафа в центральной части зала на четвёртом этаже. Этот отдел Гербария Московского университета был основой т. н. общего зарубежного гербария, который в конце 1970-х гг. был разделён на несколько отделов по частям света. В связи с этим в данном отделе хранятся и чуждые европейской флоре растения из ботанических садов и листы из старинных коллекций, не имеющие подробных этикеток.
Источники, благодаря которым сформировалась коллекция европейского отдела, можно объединить в четыре основные группы.
1. Старинные коллекции. Среди старинных коллекций XIX века, хранившихся в Гербарии Московского университета и в Гербарии Московского Общества Испытателей Природы, имелись значительные сборы из Западной и Центральной Европы.
Большинство старинных коллекций при инсерировании в основной фонд снабжались дополнительными этикетками, указывающими на источник поступления материалов в Гербарий Московского университета. Среди таких обширных гербариев (частично без указаний на местонахождения) отметим следующие: Сенонер «Общий систематический гербарий» (МОИП), гербарий И. Я. Геннинга (МОИП), гербарий А. П. Виаля (1877), D. H. Hoppe «Herbarium vivum plantarum rarum», гербарий академика К. Триниуса, Л. Ф. Гольдбах «Общее систематическое собрание», D. H. Hoppe et F. Hornschuch «Plantae Cryptogamae selectae», С. И. Гремяченский «Общее систематическое собрание», А. К. Бошняк «Общее систематическое собрание», гербарий К. Рудольфи.
«Общее систематическое собрание экзотических растений», составленное С. Н. Милютиным и включающее в основном западноевропейские растения различных коллекторов XIX в., состояло из 162 томов (около 8 тыс. листов). За последние десятилетия эта коллекция частично смонтирована и инсерирована в основной фонд, однако часть собрания пока не инсерирована и хранится в коробках.

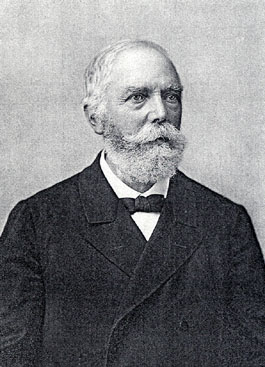
Австрийский ботаник Антон Кернер

2. Эксикаты. Современную основу западноевропейской коллекции составляют обширные эксикаты, присланные в разное время в университетский Гербарий из различных ботанических учреждений Европы. Прежде всего, это две важных в научном отношении серии европейских растений — «Флора Австро-Венгрии» А. Кернера (A. Kerner «Flora exsiccata austro-hungarica», 4 тыс. номеров в 40 центуриях, 1881—1913 гг.) и «Флора Италии» Фьори, Бегино и Пампанини (A. Fiori, A. Beguinot, R. Pampanini «Flora italica exsiccata», 2 тыс. из 3 тыс. изданных номеров). Затем «Flora romanica exsiccata» (3,5 тыс. номеров), «Flora čechoslovenica exsiccata» (позднее выходили под названиями «Flora exsiccata reipublicae bohemicae slovenicae», «Flora exsiccata reipublicae čechoslovenicae», «Flora exsiccata reipublicae socialisticae čechoslovenicae») (1,8 тыс. номеров). Из других эксикат, представленных в Гербарии есть собрания датской («Flora jutlandica exsiccata»), немецкой, польской, румынской, болгарской, словацкой, итальянской, французской флоры.
Около сотни растений из Польши и Финляндии было издано в «Herbarium Florae Rossicae» (позднее выходили под названиями «Гербарий флоры СССР», «Гербарий флоры России и сопредельных государств»). Из колоссального издания Льежского клуба (Société pour l'échange des plantes vasculaires de l’Europe Occidentale et du Bassin Méditerranéen), насчитывающего свыше 15 тыс. номеров, имеется только две сотни растений (№ 8000-8200).
Из тематических эксикат по отдельным таксономическим группам растений следует отметить серии «Gramineae exsiccatae» и «Carices exsiccatae» А. Кнокера (A. Kneucker), а также «Hieraciotheca europaeae» К. Цана (C. H. Zahn).
Кроме эксикат, приведенных в списке коллекторов в Гербарии Московского университета имеется довольно обширное собрание анонимных немецких эксикат с печатными этикетками, выполненными готическим шрифтом, на которых не указано место и время сбора.
3. Дублеты. Кроме эксикат из зарубежных гербариев поступали также дублеты оригинальных сборов отдельных коллекторов. В разные годы договоры об обмене гербарными материалами имелись с гербариями Норвегии (BG), Финляндии (H), Дании (AAH), Германии (HBG), Швейцарии (G), Бельгии (BR), Нидерландов (L), Португалии (ELVE), Румынии (C), Болгарии (SOM), Сербии и Черногории (BEOU).
4. Оригинальные сборы. Наиболее обширные оригинальные сборы отечественных ученых и иностранных студентов, учившихся в Московском университете, поступали после переезда биологического факультета в новое здание. Из наиболее полных коллекций отметим сборы В. Б. Куваева (Норвегия, Германия, Албания), А. П. Серёгина и др. (Великобритания), А. А. Тишкова (Шпицберген), И. Г. Серебрякова (Франция), Выходцевой, Н. Д. Янакиева, А. П. Серёгина, М. Бочарникова (Болгария).
С открытием границы в начале 1990-х гг. в этот отдел стали поступать интересные оригинальные коллекции сотрудников Московского университета из западноевропейских стран (Испания, Великобритания, Норвегия и др.). В то же время из-за недостатка средств практически прекратился обмен с ведущими европейскими гербариями.
В целом западноевропейские растения представлены в Гербарии Московского университета довольно полно, однако наиболее представительными являются коллекции из континентальной части Италии, Австрии, Румынии, Болгарии, Норвегии, Дании, Финляндии, Чехии, Словакии, Польши, в меньшей степени — Германии, Великобритании, Венгрии. Отсутствуют сборы из Исландии, Ирландии, Фарерских островов, европейской части Турции, единичными листами представлены растения Португалии, Греции, Хорватии, Сербии и Черногории, Боснии и Герцеговины, островов Средиземного моря.
На 1 февраля 2005 г. фонды отдела флоры Западной и Центральной Европы включали 38.258 листов (5,23 % объёма Гербария Московского университета в целом), представляющие 8069 таксонов видового и подвидового рангов и 1325 родов.
В связи с относительно небольшим объёмом западноевропейский гербарий не районирован.

## Отдел Зарубежной Азии (без Средней Азии, Казахстана и Монголии)[3]
Гербарий Зарубежной Азии занимает три шкафа в центральной части зала на четвёртом этаже. Азиатский отдел появился в конце 1970-х гг., когда привезенный в 1976 г. из экспедиции в Афганистан гербарий (коллекторы И. А. Губанов, В. Н. Павлов и М. Ч. Юнус) после монтировки стал храниться отдельно. Позднее к нему добавился азиатский гербарий, выделенный из общего зарубежного гербария И. А. Губановым, В. Н. Павловым и Т. П. Баландиной. Небольшая часть неопределенных азиатских коллекций хранится в коробках (около 1,5 тыс. образцов). В отдел не входят монгольские растения, выделенные сначала в качестве восьмого района сибирско-дальневосточного отдела, а затем — в самостоятельный отдел.
Значительная часть коллекций отдела — оригинальные сборы. Они получены из экспедиций сотрудников Московского университета и других организаций Москвы. Большинство оригинальных сборов сделаны после 1940 г. Особенно стоит отметить значительные сборы Т. Т. Трофимова (КНР), И. А. Губанова, В. Н. Павлова и М. Ч. Юнуса (Афганистан), В. С. Чувахина (Индия), Н. Н. Кадена (КНДР), А. П. Серёгина, Д. Д. Соколова, М. В. Ремизовой, И. П. Приваловой (Кипр), С. Р. Майорова (Турция), Н. М. Толстого (Япония). Продолжается передача и включение в основной фонд обширных сборов сотрудников Ботанического сада МГУ М. Г. Пименова и Е. В. Клюйкова, сделанных во время экспедиций 1990—2000-х гг. по странам Азии (Турция, КНР, Индия, Непал).

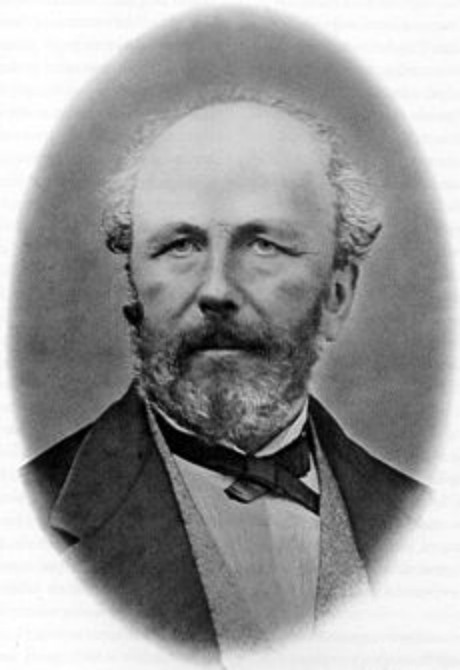
Выдающийся швейцарский систематик Э. Буассье

Довольно широко представлены дублеты из зарубежных гербариев. Пожалуй, первой азиатской коллекцией, поступившей в Гербарий МОИП, который затем влился в фонды Гербария Московского университета, стали сборы Э. Буассье из Турции (1842 г.). Значительно пополнился Гербарий МОИП дублетами из Восточного путешествия (Iter Orientale) К. Гаускнехта. В 1865—1869 гг. его маршруты пролегали по странам Ближнего и Среднего Востока: Сирии, Ливану, Турции, Ираку, Ирану. Сборы К. Гаускнехта и Э. Буассье очень важны, поскольку цитируются в классической «Flora Orientalis».
Из дублетов, поступивших из отечественных гербариев, выделяются коллекции многочисленных совместных экспедиций Академии наук СССР из LE. Это сборы Советско-Китайской биологической экспедиции (Expeditio Biologica Sino-Rossica) 1955 г. (коллекторы Ан. А. Федоров, И. Линчевский, М. Э. Кирпичников и др.), Синьцзянской комплексной экспедиции АН КНР 1956—1959 гг. (коллекторы А. А. Юнатов и др.), Средне-Хуанхэйской противоэрозионной комплексной экспедиции АН КНР 1957 г. и Песчаной комплексной экспедиции АН КНР 1959—1960 гг. (коллектор М. П. Петров), Советско- и Российско-Вьетнамских экспедиций 1969, 1989 и 1995 гг. Кроме того, из LE поступали также отдельные дублеты других коллекторов. Из MHA были переданы дублеты индийских (А. К. Скворцов, Г. М. Проскурякова) и таиландских (И. А. Шанцер и др.) растений.
В XX веке Гербарием Московского университета по обмену и в дар были получены азиатские коллекции из гербариев Японии (KYO), Ирана (TARI), Индии (DUH), Китая (LU, NAS), КНДР (Университет им. Ким Ир Сена), Малайзии (SAR), Великобритании (BM), Швеции (UPS), Австрии (W), Финляндии (H), Германии (B), США (MO, US).
Среди старинных коллекций выделяются обширные сборы Каминга с Филиппин. К сожалению, большинство сборов этого автора неопределенные, частично обработаны папоротникообразные. Старинных коллекций, снабженных неполными этикетками, в азиатском отделе меньше, чем в европейском: имеется небольшое количество растений из «Общего систематического собрания» Л. Ф. Гольдбаха и «Общего систематического собрания» С. И. Гремячинского.
В целом азиатский отдел относительно небольшой и здесь нет исчерпывающих сборов с каких-либо территорий. Тем не менее, по своей представительности выделяются коллекции из Афганистана, Индии, Кипра, КНР, Турции и Японии, в меньшей степени — Вьетнама, Ирана и КНДР. В Гербарии отсутствуют сборы из стран Аравийского полуострова, Иордании, Южной Кореи, некоторых государств Юго-Восточной Азии (Лаос, Мьянма, Камбоджа, континентальная часть Малайзии), единичными разрозненными сборами представлены коллекции из Сирии, Ливана, Пакистана, островов Индийского океана, Индонезии, Тайваня.
На 1 февраля 2005 г. фонды отдела флоры Зарубежной Азии (без Монголии, Средней Азии и Казахстана) включали 14 924 листа (2,04 % объёма Гербария Московского университета в целом), представляющие 5 696 таксонов видового и подвидового рангов и 1 975 родов.
В связи с относительно небольшим объёмом гербарий Зарубежной Азии не районирован.

## Отдел Монголии[6]
Гербарий Московского университета располагает крупной коллекцией монгольских растений. Как нам представляется, сейчас эта коллекция по полноте и разнообразию сборов занимает второе место в России после коллекции в Санкт-Петербурге (LE). К тому же она не дублирует, а хорошо дополняет петербургскую.
Начало монгольской коллекции в Гербарии Московского университета положили обширные сборы Н. В. Павлова, участвовавшего в полевых работах экспедиции П. К. Козлова в 1924 и 1926 гг. Свои материалы Н. В. Павло обрабатывал в основном в Гербарии Московского университета. Значительную часть прекрасного монгольского гербария он подарил Московскому университету (другая часть его хранится в БИН). В настоящее время в Гербарии хранится 2267 гербарных листов из собрания Н. В. Павлова. Бо́льшую часть коллекции составляют превосходные сборы самого Н. В. Павлова, снабжённые чёткими этикетками, примерно десятую часть — сборы коллекторов Е. П. Горбуновой, В. И. Дадочкина, С. А. Кондратьева и др. Качество этих образцов несколько хуже, да и содержание большинства этикеток оставляет желать лучшего. В целом павловская коллекция представляет большую научную ценность. В определении растений принимали участие такие известные российские систематики, как М. М. Ильин, В. И. Кречетович, Д. И. Литвинов, Р. Ю. Рожевиц, П. А. Смирнов, Б. А. Федченко, С. В. Юзепчук и многие другие. По монгольским сборам Н. В. Павлова описаны 16 новых для науки видов, 1 подвид и 3 разновидности. Типовые образцы их находятся в МW и LE.
Однако сборы Н. В. Павлова и его современников — не самые старые в Гербарии Московского университета. В Гербарии Московского университета хранится 246 гербарных листов, собранных К. И. Мейером в Северной Монголии в 1912 г. Изучая альгофлору Байкала, он совершал кратковременные экскурсии по ближним и дальним окрестностям этого озера. Некоторые маршруты проходили и по Северной Монголии. Вероятно, основная часть собранных там растений хранится в Гербарии Московского государственного педагогического университета (MOSP), поскольку тогда Мейер был сотрудником Высших женских курсов — учебного заведения-предшественника современного МПГУ. Но часть своих сборов он передал и в Гербарий Московского университета. К сожалению, внимание исследователей монгольской флоры эти сборы не привлекали, а между тем в коллекции Мейера в МГУ содержится по крайней мере 2 вида растений, не учтённых в известных сводках В. И. Грубова — Неgemone lilacina (Bunge) Bunge и Doronicum altaicum Рall..
До конца 1970-х гг. монгольская коллекция Гербария Московского университета почти не увеличивалась. К образцам Н. В. Павлова и К. И. Мейера добавилось всего лишь несколько гербарных листов злаков, переданных А. А. Юнатовым для определения П. А. Смирнову. Незначительное пополнение произошло также за счет сборов монгольских студентов, обучавшихся в разные годы в МГУ.
Последующее пополнение гербария монгольской флоры в МГУ связано с деятельностью Советско-Монгольской комплексной биологической экспедиции АН СССР и АН МНР, в полевых работах которой с 1978 г. принимал самое активное участие И. А. Губанов. Ему посчастливилось в течение 13 полевых сезонов работать по 2-4 месяца в разных районах Монголии. Первые 8 сезонов (1978—1985 гг.) полевые работы проходили в составе териологического отряда экспедиции и на горно-степном стационаре в Восточном Хангае, а последние 5 — во флористическом отряде, которым руководили Р. В. Камелин (1987, 1988, 1990, 1991 гг.) и В. И. Грубов (1989 г.). В ходе работ удалось покрыть маршрутами почти всю территорию Внешней Монголии, посетить интереснейшие в ботаническом отношении районы (в том числе — пограничные с Китаем), откуда до сих пор гербарные сборы либо были очень малочисленны, либо отсутствовали вообще.
Вместе с коллегами по флористическому отряду — Р. В. Камелиным, А. Л. Буданцевым, Э. Ганболдом, Ш. Дариймой, В. И. Грубовым и др. — удалось собрать обширные и качественные гербарные коллекции, составляющие примерно 40 тыс. листов. Среди сборов — находки нескольких родов и множество видов, новых для флоры всей Внешней Монголии и её отдельных ботанико-географических районов; многие образцы послужили типами новых для науки таксонов. Опубликована серия статей и монографий, существенно дополняющих упоминавшиеся сводки Грубова и позволяющие поколебать бытовавшее мнение о флористической бедности Монголии. В обобщающих статьях перечислены новинки монгольской флоры и дан её анализ.
Гербарий, собранный флористическим отрядом Советско-Монгольской экспедиции в 1987—1991 гг., передан на постоянное хранение главным образом в три ботанических учреждения — БИН РАН (LE), Гербарий Московского университета и Институт ботаники АН Монголии (ОВА). На долю Гербария Московского университета пришлось примерно 10 тыс. листов. Кроме того, Гербарий Московского университета существенно пополнился личными сборами И. А. Губанова в Монголии, выполненными им во время работы в териологическом отряде той же экспедиции в 1978—1985 гг. Они составляли более 9 тыс. листов. В МГУ передали также часть собранного ими гербария сотрудники других отрядов и стационаров экспедиции: И. А. Банникова, А. П. Безделова, З. Г. Буевич, Н. П. Гуричева, Н. И. Дорофеюк, О. В. Журба, Т. И. Казанцева, Г. Н. Огуреева, В. Т. Соколовская и др. В итоге за счет сотрудников Советско-Монгольской биологической экспедиции фонды монгольской коллекции Гербария Московского университета возросли почти на 22 тыс. листов. Отрадно, что весьма значительную часть собранного гербария определили (или подтвердили определения) монографы соответствующих семейств и родов — Е. Б. Алексеев, А. Е. Бородина-Грабовская, В. М. Виноградова, В. Н. Ворошилов, Ш. Дариймаа, Т. В. Егорова, Л. И. Иванина, Р. В. Камелин, Ю. П. Кожевников, С. Ю. Липшиц, В. С. Новиков, М. Г. Пименов, А. К. Скворцов, В. Н. Тихомиров, Н. Улзийхутаг, Н. С. Филатова, Н. В. Фризен, Н. Н. Цвелёв, Б. А. Юрцев, И. Сояк и др.
В настоящее время в монгольской коллекции Гербария Московского университета насчитывается 26.906 листов (3,68 % от общего объёма коллекций Гербария Московского университета) из всех ботанико-географических районов и административно-территориальных единиц Монголии. Особенно значительны сборы из Хангайского горного массива, Монгольского Алтая, с западных отрогов Хингана, из долины р. Халхин-гол, с хр. Эрэн-Даба, расположенного в Даурии, с гор Байтаг-Богдо на юго-западной границе Монголии с Китаем. Все образцы наклеены на прочную бумагу форматом 29 х 45 см, снабжены подробными этикетками, многие листы имеют картосхемы территории Монголии с обозначением точек сбора. Размещена коллекция в стандартных гербарных шкафах. Ей обеспечены надежное хранение и защита от вредителей, в то же время она доступна специалистам для просмотра и работы. С удовлетворением отмечаем, что её активно использовали и используют авторы таких сводок, как «Растения Центральной Азии», «Флора Сибири», а также монографы ряда таксонов. В настоящее время коллекции по Монгольскому Алтаю — важный источник для начавшегося проекта «Флора Алтая».
Из 124 семейств, представители которых встречаются во Внешней Монголии, в Гербарии Московского университета имеются образцы 114 семейств, то есть 91,9 %. Для 90 семейств, то есть 72,6 % от их общего числа, в Гербарии Московского университета представлено все родовое разнообразие монгольской флоры, а для 52 семейств, то есть 41,9 % — и все их видовое разнообразие. В Гербарии Московского Университета отсутствуют образцы растений из 8 семейств, имеющих в Монголии всего по 1 виду.
Из 648 родов (понимаемых довольно широко), зарегистрированных в Монголии, в МГУ представлен гербарий 615 родов, то есть 94,9 % (12,6 % родового разнообразия коллекций Гербария Московского университета). Как и в случае с семействами, отсутствуют преимущественно образцы родов, имеющих в Монголии по 1 виду. В то же время 400 родов, то есть 61,7 % их общего числа, представлены в МГУ полным набором входящих в них видов.
Из 2814 видов, зарегистрированных в настоящее время во флоре Монголии (многие из них, правда, целесообразнее рассматривать в ранге подвидов), в Гербарии Московского университета хранятся образцы 2353 видов. Представленность таксонов видового ранга равна, следовательно, 83,6 % (11,43 % общего видового разнообразия коллекций Гербария Московского университета). Значительную долю отсутствующих видов составляют такие, которые собраны в Монголии всего по 1 разу преимущественно немецкими, венгерскими и монгольскими ботаниками. Лишь немногие виды представлены в Гербарии Московского Университета 1-3 гербарными листами, обычно же каждый вид собран в большом числе экземпляров из разных местонахождений и различных местообитаний, а также в разные фазы развития. В среднем на каждый из имеющихся в Гербарии 2308 видов приходится 11.43 гербарных листов.
Особую ценность монгольской коллекции придает наличие в ней значительного числа типовых образцов.
В связи с относительно небольшим объёмом монгольский гербарий не районирован.

## Отдел Африки[11]
Африканский гербарий насчитывает около 5 тыс. образцов и занимает 7 створок в коридоре четвёртого этажа. Отдел был выделен из общего зарубежного гербария в конце 1970-х гг. И. А. Губановым, В. Н. Павловым и Т. П. Баландиной.

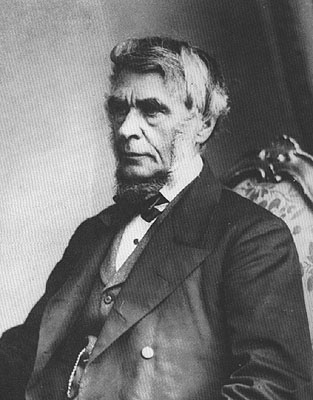
Выдающийся английский ботаник Джордж Бентам

Ценнейшей (и значительной) частью африканской коллекции является обширный сет дублетов Эклона и Цейгера 1830 г. с мыса Доброй Надежды (Caput bonae spaei). Данные последнего времени дают возможность предположить, что многие образцы этой коллекции являются изотипами южноафриканских видов растений, описанных как самими коллекторами, так и другими авторами по их сборам. Из других старинных южноафриканских коллекций отметим сборы Дреге (1843), поступившие из Юрьевского (Тартуского) университета, и сборы разных авторов (имеются только инициалы), переданные в МОИП Д. Бентамом в 1847 г.
Сборы из Габона, Гвинеи-Бисау, Сенегала, Мадагаскара, ЮАР и других стран широко представлены в старинном гербарии А. Ле-Жоли (середина XIX в.), который включает сборы разных авторов (в большинстве случаев анонимные). В гербарии доктора П. Фишера, насчитывающего несколько сотен номеров, представлены его собственные сборы с Мадейры (1849—1850 гг.) и недатированные сборы К. Бертело с Канарских островов.
Около половины коллекций отдела — это полученные из поездок в Африку оригинальные сборы сотрудников Московского университета и других московских учреждений. Особенно стоит отметить гербарий В. Н. Павлова и Д. А. Петелина (Эфиопия — сборы Совместной Советско-эфиопской (позднее Эфиопско-российской) биологической экспедиции), Н. Н. Кадена и Андроновой (Мали), И. Г. Серебрякова (Гвинея), Л. В. Аверьянова, А. Г. Воронова, Г. Н. Огуреевой, В. Алексеева, Е. Кудрявцевой и В. А. Немченко (Сейшельские острова — сборы Комплексной экспедиции по изучению биологических ресурсов Сейшельских островов во время четвёртого рейса НИС «Академик А. Виноградов»), И. Я. Мишустиной (Маскаренские острова). Передача и включение в основной фонд обширных эфиопских сборов В. Н. Павлова и Д. А. Петелина (около 2 тыс. листов) продолжается.
Гербарий из стран Африки от иностранных учреждений поступал к нам редко. Заметное число дублетов прислано из Гербария Ганы (Ghana Herbarium), WAG (Камерун) и BR (Марокко). Небольшой сет дублетов из LE был передан после экспедиции 1981 г., в которой принимали участие Л. В. Аверьянов, Э. Ц. Габриэлян, С. Г. Жилин, Н. Н. Цвелёв (сборы из Кении, Мадагаскара, Сейшельских островов).
В африканском отделе Гербария нет исчерпывающих сборов с каких-либо территорий. Однако по представительности выделяются коллекции из ЮАР, Эфиопии, Мали и Гвинеи, в меньшей степени — с Сейшельских островов, Марокко и Сенегала. Из таких африканских стран, как Ангола, Бенин, Ботсвана, Буркина-Фасо, Бурунди, Гамбия, Демократическая Республика Конго (Заир), Джибути, Замбия, Западная Сахара, Зимбабве, Коморские острова, Конго, Кот-д’Ивуар, Лесото, Либерия, Маврикий, Мавритания, Малави, Мозамбик, Намибия, Нигер, Нигерия, Руанда, Свазиленд, Судан, Танзания, Того, Тунис, Уганда, ЦАР, Чад, Экваториальная Гвинея, Эритрея в Гербарии сборы отсутствуют. В целом африканский гербарий относительно хорошо обработан — не определенные гербарные листы единичны.
На 1 февраля 2005 г. фонды отдела флоры Африки включали 4 954 листа (0,68 % объёма Гербария Московского университета в целом), представляющие 3 011 таксонов видового и подвидового рангов и 1 275 родов.
В связи с относительно небольшим объёмом африканский гербарий не районирован.

## Отдел Америки[12]
Американский гербарий (как из Южной, так и из Северной Америки) хранится единым массивом. Сюда включены также коллекции с Гавайских островов. Данный отдел занимает почти два шкафа (10 створок), расположенных в учебной аудитории 502. Небольшая часть неопределенных смонтированных коллекций находится в коробках (около 0,5 тыс. образцов). Отдел был выделен из общего гербария в 1970-е гг. На это время пришелся и очень быстрый рост коллекции за счет обмена с американскими и европейскими гербариями.
Сборы из Северной Америки преобладают в американском гербарии. Они представлены в основном растениями Канады, собранными в 1945—1979 гг. и присланными из Гербария Департамента сельского хозяйства Канады (DAO). Объём фондов канадских растений — около 3 000 листов.
Очень полно представлена относительно небогатая флора Гренландии благодаря обмену с Ботаническим музеем Копенгагена (C). Это пять сотен номеров эксикат «Plantae Vasculares Groenlandicae Exsiccatae» (400—800-е номера) и дублеты сборов сотрудников музея (1864—1992 гг.).
Континентальная часть США (без Аляски и Гавайских островов) представлена менее полно, чем Канада. Основные коллекции поступали из DAO, Миссурийского ботанического сада (MO), Университета Колорадо (COLO) и Гербария им. М. Оунби Вашингтонского университета (WS). Важные эксикаты «Plantae Exsiccatae Grayanae», издававшиеся в Гарвардском университете, представлены в Гербарии двумя сотнями образцов (1000-е и 1400-е номера).
В первой половине XIX в. Аляска входила в состав России. Из сборов того периода в Гербарии Московского Университета имеются старинные коллекции И. Ф. Эшшольца и Д. Фишера, поступившие из МОИП. Советско-американские экспедиции работали на Аляске в 1980-е гг. Из Санкт-Петербурга (LE) и Новосибирска (NS) нам были переданы дублеты сборов А. П. Хохрякова, Б. А. Юрцева, И. М. Красноборова и других отечественных ботаников.
В 1981—1986 гг. на Кубе работали А. Г. и Л.C. Еленевские, которые передали Московскому университету свои сборы (некоторые сделаны совместно с кубинскими ботаниками). Почти вся коллекция определена. На Кубе и в Мексике работали отряды Резинотреста, в ходе которых Г. Боссэ и М. Антипович собирали гербарий каучуконосов (1925 и 1928 гг.). Позднее эти сборы поступили в Гербарий Московского университета в связи с ликвидацией ВНИИ каучука и гуттаперчи.
Парагвай — наиболее полно представленная в гербарии южноамериканская страна. За последние десять лет из Миссурийского ботанического сада (MO) благодаря деятельности Т. В. Шулькиной в MW было прислано свыше 1000 листов, собранных Эльзой Матильдой Зардини совместно с парагвайскими ботаниками в 1988—2002 гг. Эти экспедиции организуются MO при активном участии местных гербариев (AS, PY, FCQ и Национальный университет Асунсьона). Сотрудничество с миссурийским гербарием продолжается.
Отметим, что в Гербарии Московского университета наиболее полно отражена флора Канады и Гренландии, что закономерно отражает специализацию университетского гербария на флоре Голарктики. Слабее представлена флора Соединенных Штатов. Из стран Южной и Центральной Америки заметные коллекции имеются лишь из Парагвая и Кубы, несравнимо меньшие — из Мексики, Перу и Колумбии. Флора других многочисленных государств Латинской Америки отражена в MW случайными единичными листами. Как и большинство других зарубежных коллекций Гербария им. Д. П. Сырейщикова, американский отдел укомплектован в основном достоверно определенными сборами.
На 1 февраля 2005 г. фонды отдела флоры Америки включали 10 207 листов (1,4 % объёма Гербария Московского университета в целом), представляющие 5 453 таксона видового и подвидового рангов и 1 790 родов.
В связи с относительно небольшим объёмом американский гербарий не районирован.

## Отдел Австралии и Новой Зеландии[13]
Гербарий из Австралии и Новой Зеландии и гербарий с островов Океании хранятся раздельно. В австралийско-новозеландский отдел входят также острова Норфолк и Лорд-Хау. По соотношению вид/образец это самый репрезентативный отдел гербария. Он занимает две створки в коридоре четвёртого этажа. Как и другие зарубежные коллекции, отдел был выделен из общего зарубежного гербария в середине 1970-х гг. И. А. Губановым, В. Н. Павловым и Т. П. Баландиной.
Почти все коллекции отдела получены по обмену из австралийских гербариев. Ценные сборы из персонального гербария Ф. фон-Мюллера получены из Ботанического музея Мельбурна (ныне Национальный гербарий штата Виктория — MEL). Это не только сборы самого Мюллера, но и сборы других ботаников, обработанные им. Среди этого гербария имеются аутентичные образцы описанных Мюллером видов. Обширные материалы конца XIX — первой половины XX века получены из Гербария Ботанического сада Нового Южного Уэльса (г. Сидней — NSW). В них представлены сборы нескольких десятков коллекторов. Коллекции послевоенного времени были присланы Гербарием Южной Австралии (г. Аделаида) и Гербарием Северных Территорий (г. Алис-Спрингс). Единичные разрозненные сборы из Австралии в разное время были получены из европейских и американских гербариев.
Небольшие оригинальные коллекции из Новой Зеландии поступили в последнее время от А. А. Оскольского (БИН РАН), М. Е. Игнатьевой, В. Г. Онипченко. В большинстве случаев в этих сборах находились виды, не представленные в гербарии.
Старинные коллекции австралийских растений представлены анонимными сборами без указания местонахождения из общих систематических собраний А. К. Бошняка, Л. Ф. Гольдбаха, С. И. Гремяченского, полученных из МОИП. Возможно, они происходят из культуры.
На 1 февраля 2005 г. фонды отдела флоры Австралии и Новой Зеландии включали 1.803 листа (0,25 % объёма Гербария Московского университета в целом), представляющие 1273 таксона видового и подвидового рангов и 469 родов.
В связи с относительно небольшим объёмом австралийский гербарий не районирован.

## Отдел Океании[14]
Небольшое число образцов из Океании хранится отдельно от австралийских коллекций. Это сборы из Новой Каледонии, Французской Полинезии, Западного Самоа и некоторых других островов Тихого океана. Довольно значительные сборы с Гавайских островов (на старых этикетках — Сандвичевы острова) хранятся в американском отделе гербария.
Дублеты небольших оригинальных коллекций отечественных ботаников поступили из гербария кафедры биогеографии географического факультета МГУ (MWG) после двух рейсов научно-исследовательского судна «Каллисто-12» (Западное Самоа, Фиджи, Тонга и др.). Ботанические исследования 1971 и 1980 гг. возглавлял заведующий кафедрой биогеографии А. Г. Воронов. Кроме того, несколько образцов с острова Таити передал Н. Воронцов (1992 г.).
Из коллекций зарубежных авторов наиболее заметными являются сборы из гербария А. Ле-Жоли, представляющие флору Французской Полинезии (в основном, Таити).
На 1 февраля 2005 г. фонды отдела флоры Океании включали 650 листов (0,09 % объёма Гербария Московского университета в целом), представляющие 411 таксонов видового и подвидового рангов и 301 род.
Отдельно от основной коллекции хранятся сборы швейцарского ботаника Баумана-Боденгейма, подаренные в 1990-е гг. А. Б. Доуэльду, а позднее переданные в Гербарий Московского университета. Эта коллекция дублетов сборов, хранящихся в Цюрихе, занимает четыре картонных коробки и хранится вместе с прочими сборами из Океании в аудитории 502. Представлены сборы следующих коллекторов: Baumann-Bodenheim, Guillaumin, H. Hürlimann и др.
В связи с относительно небольшим объёмом гербарий Океании не районирован.